# Functional Requirements for Bibliographic Records
Per Functional Requirements for Bibliographic Records (FRBR) si intende uno schema concettuale sviluppato dalla International Federation of Library Associations and Institutions (IFLA), realizzato tramite modello entità-relazione allo scopo di dare una rappresentazione semi-formale alle informazioni bibliografiche.

## Storia
Le FRBR nascono alla fine del XX secolo come prodotto di un gruppo di lavoro promosso dall'IFLA nel 1990 per adeguare le norme catalografiche definite dai Principi di Parigi alle nuove esigenze dell'utenza.
Il documento definitivo del gruppo di lavoro viene approvato dalla 63ª Conferenza IFLA di Copenaghen del 1997 e pubblicato nel 1998 con il titolo Functional Requirements for Bibliographic Records Final Report.
Per applicare il modello FRBR nella pratica catalografica, nel 2010 è stato pubblicato Resource Description and Access (RDA), un nuovo standard catalografico che si pone come successore delle Anglo-American Cataloguing Rules (AACR2).

## Obiettivi
L'obiettivo di FRBR è di elaborare un modello concettuale che permetta di individuare i requisiti essenziali del record bibliografico, definendone le modalità di struttura e le finalità. Le FRBR sono il risultato di un'analisi che parte dai bisogni dell'utente, inteso non soltanto come lettore o personale delle biblioteche ma anche come editore, distributore, rivenditore ecc. Questa analisi ha permesso di distinguere le entità fondamentali per l'utente, gli attributi di tali entità e le relazioni tra le stesse.

## Primo gruppo di entità

Primo gruppo di entità

Il primo gruppo di entità si riferisce agli aspetti sotto i quali può essere vista una produzione intellettuale e comprende:
- Opera (work): una specifica creazione intellettuale.
- Espressione (expression): una realizzazione (realization) di tale opera.
- Manifestazione (manifestation): la materializzazione (embodiment) di un'espressione.
- Unità o item (item): un singolo esemplare (exemplar) di una manifestazione.

Per esempio:
- Opera: The Body in the Library di Agatha Christie, che è un'astrazione.
- Espressione: il testo della traduzione italiana, intitolata C'è un cadavere in biblioteca, di Alberto Tedeschi, che è una realizzazione dell'opera, a prescindere dalla sua materializzazione.
- Manifestazione: l'edizione di tale traduzione, pubblicata nella collana «I libri gialli» dalla casa editrice Mondadori nel 1948, che è una materializzazione di un'espressione dell'opera.
- Unità o item: la copia di tale edizione conservata nella Biblioteca comunale Aurelio Saffi di Forlì.

## Secondo gruppo di entità

Relazioni tra le entità del primo e del secondo gruppo

Il secondo gruppo si riferisce alle entità che sono in vario modo coinvolte nella creazione, realizzazione, distribuzione e gestione delle entità del primo gruppo. Può trattarsi di una persona (person) o di un ente collettivo (corporate body).

## Terzo gruppo di entità
Il terzo gruppo si riferisce alle entità che sono soggetti (subjects) delle opere e comprende:
- concetti (concepts)
- oggetti (objects)
- eventi (events)
- luoghi (places)

## Attributi
A ogni entità è associato un insieme di attributi che corrispondono alle informazioni che appaiono comunemente nelle notizie bibliografiche dei cataloghi delle biblioteche. 
Gli attributi si dividono in due grandi categorie:
- attributi direttamente collegati alle entità (caratteristiche fisiche e aspetti formali della manifestazione: frontespizio, coperta ecc.)
- attributi esterni alle entità (identificativi e informazioni contestuali)

## Relazioni
Le relazioni consentono all'utente, mediante una ricerca, di individuare i collegamenti tra le entità e di navigare tra i vari record. È possibile ad esempio individuare tutte le opere:
- di un certo autore;
- relative a una certa serie;
- pubblicate da un certo editore;
- pertinenti a un determinato soggetto.

## Attività degli utenti
Oltre ai tre gruppi di entità e alle loro relazioni, FRBR definisce quattro fondamentali attività degli utenti: 
- trovare (find) le risorse che corrispondono ai criteri stabiliti nella ricerca;
- identificare (identify), ossia verificare che le risorse ottenute rispecchino i propri bisogni informativi;
- selezionare (select) una risorsa che corrisponda alle proprie esigenze (ad esempio la traduzione in una data lingua);
- ottenere (obtain) l'accesso alla risorsa di cui si ha bisogno.

Gli utenti dovrebbero essere in grado di svolgere queste azioni su ogni entità o relazione. 
Un quinto, non ufficiale compito è navigare o mettere in relazione (navigate o relate).